# David Homoláč
David Homoláč (* 12. října 1973) je český fotbalista, obránce který momentálně hraje Krajský přebor v dresu Libčan.

## Fotbalová kariéra
Odchovanec SK Hradec Králové. Hrál za VTJ Milíčeves, SK Hradec Králové, FK Dukla Praha, ŠK Slovan Bratislava a SK Dynamo České Budějovice. V lize nastoupil v 227 utkáních a dal 11 gólů.